# Bohos Bedros XI Emmanuelian
Bohos Bedros XI Emmanuelian (orm. Պօղոս Պետրոս ԺԱ Էմմանուէլեան; ur. 16 stycznia 1829 w Telerpen, zm. 18 kwietnia 1904) – ormiański duchowny katolicki, biskup Cezarei Kapadockiej w latach 1881–1889, 11. patriarcha Kościoła katolickiego obrządku ormiańskiego w latach 1881–1904.
26 sierpnia 1881 roku został biskupem Cezarei Kapadockiej. Sakrę przyjął 30 października 1881 roku. 26 lipca 1889 roku został wybrany patriarchą Kościoła ormiańskokatolickiego. 14 grudnia 1889 został uznany przez papieża. Funkcję patriarchy pełnił do swojej śmierci w 1904 roku.